# Juan Antonio Gómez Angulo (ingeniero de minas)
Juan Antonio Gómez Angulo (Almería, 27 de octubre de 1924 - Los Molinos, Madrid, 15 de junio de 1989) fue un ingeniero de minas, político y empresario español. Tuvo un papel fundamental en la Transición en la provincia de Almería, siendo diputado por la circunscripción homónima y presidente provincial de UCD en Almería.

## Biografía
Por aquel entonces, en tiempos donde estaba configurando el mapa autonómico, Murcia, pese a que inicialmente Clavero Arévalo (ministro de las Regiones) le negó la posibilidad de ser autonomía y le ofreció integrarse en Andalucía o la Comunidad Valenciana, tenía intención de conformar una región autonómica del Sureste, con Albacete, Alicante y Almería. Finalmente, tal proyecto no salió adelante, por la falta de apoyo social y político a tal idea, tanto a nivel nacional como en las provincias periféricas de Murcia, y especialmente en la provincia de Albacete.
Sin embargo, hubo un intento por parte de los diputados almerienses Gómez Angulo y Francisco Soler Valero (con visiones muy próximas al parlamentario por Murcia Ricardo de la Cierva y Hoces en cuanto a la lejanía territorial de Sevilla), de unir la provincia de Almería con la de Murcia en un proyecto autonómico común, contando con la anuencia de la mayor parte de los cuadros directivos provinciales del partido encabezados por su propio presidente. Francisco Soler Valero era más partidario de una Región del Sureste con Albacete, Almería, Murcia y Alicante, al percibir una similar visión levantina e intereses económicos muy parecidos en estas provincias. Dicho intento al final no prosperó, quedando como anécdota del proceso autonómico de la Transición en Almería.